# Shehan Karunatilaka
Shehan Karunatilaka (Galle, 1975) è uno scrittore cingalese.

## Biografia
Nato nel 1975 a Galle, è cresciuto a Colombo.
Ha studiato letteratura e amministrazione aziendale alla Massey University della Nuova Zelanda e, prima di dedicarsi alla scrittura, ha lavorato come copywriter, musicista, giornalista e reporter di viaggio.
Nel 2010 ha pubblicato il suo primo romanzo, Chinaman: The Legend of Pradeep Mathew, ambientato nel mondo del cricket e vincitore del Commonwealth Book Prize nel 2012.
Nel 2022 è stato insignito del prestigioso Booker Prize per il romanzo Le sette lune di Maali Almeida, satira ambientata durante la guerra civile, divenendo il secondo scrittore dello Sri Lanka a ricevere il riconoscimento dopo Michael Ondaatje.

## Opere

### Romanzi
- Chinaman: The Legend of Pradeep Mathew (2010)
- Chats with the Dead (2020)
- Le sette lune di Maali Almeida (The Seven Moons of Maali Almeida, 2022), Roma, Fazi, 2023 traduzione di Silvia Castoldi ISBN 9791259673831.

### Libri per ragazzi
- Please Don't Put That In Your Mouth (2019)

## Premi e riconoscimenti
Premio Gratiaen
- 2008 vincitore con Chinaman: The Legend of Pradeep Mathew[6]

Commonwealth Book Prize
- 2012 vincitore con Chinaman: The Legend of Pradeep Mathew[7]

Booker Prize
- 2022 vincitore con Le sette lune di Maali Almeida[8]